# Церква Непорочного Зачаття Пречистої Діви Марії (Бучач)
Церква Непорочного Зачаття Пречистої Діви Марії в Бучачі — парафія і храм греко-католицької громади Бучацького деканату Бучацької єпархії Української греко-католицької церкви в місті Бучач Чортківського району Тернопільської области.

## Історія церкви
Богослужбову каплицю в Бучачі збудували в 1891 році на кошти Миколи Кондровського. У радянські часи її використовували як склад.
4 липня 2006 року сталася незвичайна подія: школярі, повертаючись додому, побачили на лузі «Нагірянка» образ Богородиці, а інші — Ісуса Христа в терновому вінку. Ця новина швидко розлетілася містом, і люди почали приходити туди молитися, запрошуючи священників на молебні. У 2008 році на тому місці звели та освятили міжконфесійну капличку Фатімської Богородиці.
З ініціативи отця Ігоря Атаманюка було створено греко-католицьку парафію. Богослужіння почали проводити в колишній римо-католицькій каплиці, яку перебудували під храм, добудувавши притвор, святилище, захристію та тимчасову дзвіницю. 9 серпня 2009 року на парафії відслужили першу Святу Літургію.
7 квітня 2010 року адміністратор Бучацької єпархії о. Димитрій Григорак освятив храм, а також дзвін на честь Василія Великого.
При парафії діє братство «Апостольство молитви», Найсвятішого Серця Христового.

## Парохи
- о. Ігор Атаманюк (з 2 вересня 1997)[1].